# Адміністративний поділ Непалу

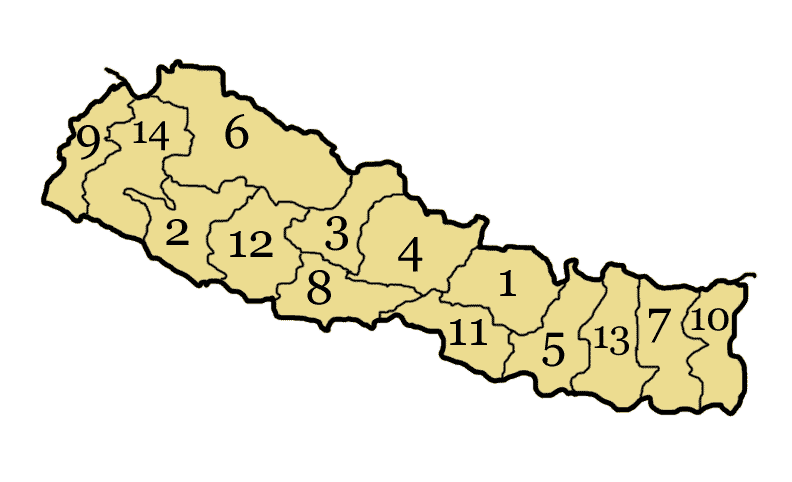
Округи:
Далекозахідні: Махакалі (9), Сетхі (14)
Середньозахідні: Карналі (6) Бхері (2), Рапті (12)
Західні: Дхавалагірі (3), Ґандакі (4), Лумбіні (8)
Центральні: Багматі (1), Джанакпур (5), Нараяні (11)
Східні: Сагарматха (13), Косі (7), Мецхі (10)

Адміністративний поділ Непалу — поділ на 14 зон і 77 районів, згрупованих у п'ять регіонів. Кожен район управляється чиновником, що веде нагляд за законами й порядком і координує діяльність місцевих органів різних міністерств.

## Регіони
До вересня 2015 року  Непал поділявся на 5 регіонів.
| №. | Регіон                  | Назва                | Площа (км²) | Населення (2011) |
| -- | ----------------------- | -------------------- | ----------- | ---------------- |
| 1  | Східний регіон          | पुर्वाञ्चल विकास क्षेत्र      | 28,456      | 5,811,555        |
| 2  | Центральний регіон      | मध्यमाञ्चल विकास क्षेत्र     | 27,410      | 9,656,985        |
| 3  | Західний регіон         | पश्चिमाञ्चल विकास क्षेत्र     | 29,398      | 4,926,765        |
| 4  | Середньозахідний регіон | मध्य पश्चिमाञ्चल विकास क्षेत्र | 42,378      | 3,546,682        |
| 5  | Далекозахідний регіон   | सुदुर पश्चिमाञ्चल विकास क्षेत्र | 19,539      | 2,552,517        |
|    | Непал                   | नेपाल                  | 147,181     | 26,494,504       |

20 вересня 2015 року, згідно з новою конституцію, територія Непалу поділяється на 7 регіонів.

## Зони
| №  | Зона                      | Центр                   | Площа, кв. км | Населення (2001), чол. |
| -- | ------------------------- | ----------------------- | ------------- | ---------------------- |
| 1  | Багматі                   | Катманду                | 9 428         | 3 008 487              |
| 2  | Бхері                     | Непалгандж              | 10 545        | 1 417 085              |
| 3  | Ґандакі                   | Покхара                 | 12 275        | 1 487 954              |
| 4  | Джанакпур (Дзанакпур)     | Сіндхулімаді            | 9 669         | 2 557 004              |
| 5  | Дхавалагірі (Дзавалагірі) | Баглунг                 | 8 148         | 556 191                |
| 6  | Карналі                   | Джумла (Дзумла)         | 21 351        | 309 084                |
| 7  | Косі                      | Дхаран                  | 9 669         | 2 110 664              |
| 8  | Лумбіні                   | Бутвал                  | 8 975         | 2 526 868              |
| 9  | Махакалі                  | Махендранагар           | 6 989         | 860 475                |
| 10 | Мечі (Мехці)              | Ілам                    | 8 196         | 1 307 669              |
| 11 | Нараяні                   | Хетауда                 | 8 313         | 2 466 138              |
| 12 | Рапті                     | Тулсіпур                | 10 482        | 1 286 806              |
| 13 | Сагарматха                | Раджбірадж (Радзбірадз) | 10 591        | 1 926 143              |
| 14 | Сетхі                     | Дхангадхі               | 12 550        | 1 330 855              |